# Инга
„Инга“ е поредица от язовири и водноелектрически централи, намиращи се на река Конго на територията на Демократична република Конго, около 225 км югозападно от Киншаса.
Сегашните 2 съществуващи водноелектрически централи „Инга I“ и „Инга II“ имат съответно 351 MW и 1424 MW мощност. Другите 2 централи са в процес на разработка: „Инга III“ ще е с 4500 MW мощност, а Гранд Инга – с 39 000 MW.

Каскадата „Инга“ е част от проекта „Инга-Шаба“. Той е започнат от президента Мобуто Сесе Секо. Проектът предвижда мощности за производство на електричество за провинцията Шаба, известна с големите си природни богатства. Освен това проектът дава възможност за контрол от страна на Киншаса към размирната област.

## История
Първата язовирна стена е построена през 1972 г., последвана е от втората през 1982 г. Те са повредени и задръстени от тиня по време на Гражданската война. Има планове за тяхното възстановяване. По-големите стени на язовирите „Инга III“ и „Гранд Инга“ също се разработват.

## Стени

### „Инга I“
„Инга I“ е най-слабата централа от каскадата „Инга“ със само 351 MW инсталирана мощност. Има план с помощта от $550 милиона да бъде рехабилитирана заедно с „Инга II“, защото тези 2 централи работят едва с 30% от мощността си, тъй като са запушени от тиня през Гражданската война. Намира се на 5°31′01″ ю. ш. 13°37′19″ и. д. / 5.516944° ю. ш. 13.621944° и. д..

### „Инга II“
„Инга II“ е 2-рата по мощност централа от каскадата „Инга“, с инсталирани 1424 MW. Язовирната стена се намира на 5°31′44″ ю. ш. 13°37′14″ и. д. / 5.528889° ю. ш. 13.620556° и. д.. Също като „Инга I“ централата ще премине през общ рехабилитационен проект за $ 550 милиона, за да се възстанови от Гражданската война.

### „Инга III“
Планира се да се построи 3-та стена на 5°31′08″ ю. ш. 13°36′25″ и. д. / 5.518889° ю. ш. 13.606944° и. д. с мощност 4500 MW. Ще се свърже с електропреносните мрежи на ДР Конго, Намибия, Ангола, Ботсуана и Република Южна Африка.
Световната банка, Африканската банка за развитие, Европейската инвестиционна банка и други банки, както и южноафрикански електрически компании, също са изразили интерес към проекта. Правителството решава да бъде построена от „ВНР Билитън“. Стената ще включва 8 паралелни тунела, всеки съдържащ две турбини от по 270 MW .

### „Гранд Инга“
„Гранд Инга“ ще бъде най-мощната от всички централи „Инга“, с ок. 39 000 MW мощност. Това е почти 2 пъти повече от сегашната най-мощна водноелектрическа централа в света – „Три клисури“ (Китай).
Стената и водноелектрическата централа ще се намират на 5°32′45″ ю. ш. 13°33′25″ и. д. / 5.545833° ю. ш. 13.556944° и. д..